# Ben Kweller
Ben Kweller (São Francisco, 16 de Junho de 1981) é um cantor, compositor e multi-instrumentista americano.

## Biografia
Ben Kweller nasceu em São Francisco, Califórnia, em 1981. Em 1982, ele e sua família mudaram-se para uma pequena cidade chamada Emory, Texas, onde seu pai, Howard Keller tornou-se o primeiro médico da cidade. Em 1986 os Kwellers mudaram-se para Greenville, Texas. Ben Kweller foi exposto a música a uma idade muito jovem, seu pai ensinou-o a tocar bateria aos sete anos de idade, pelos anos seguintes eles tocavam junto à noite, depois que Howard chegava do trabalho. Outra pessoa com grande influência na carreira musical de Ben Kweller foi seu vizinho Nils Lofgren. Quando Kweller fez 8 anos, mostram a ele como tocar "Heart and Soul" no piano, o que fez o jovem logo começar a compor suas próprias músicas usando como base a partitura de "Heart and Soul". Aos 9 anos ele já possuía várias composições de sua autoria, participou de um concurso para compositores patrocinado pela revista Billboard, onde ganhou uma menção honrosa.
Kweller é casado Liz Smith (tema de sua música "Lizzy") e eles possuem dois filhos, Dorian Zev Kweller, nascido em maio de 2006 e Judag Evan Kweller, nascido em abril de 2010. Na época em que Dorian nasceu eles viviam na cidade de Nova Iorque, mas eles mudaram-se mais tarde para de volta ao Texas, e vivem atualmente em Austin.

## Discografia

### Albums
- Freak Out, It's Ben Kweller, 2000
- Sha Sha, 2002
- On My Way, 2004
- Ben Kweller, 2006
- Changing Horses, 2009
- Go Fly a Kite, 2012

### EP's
- Melange, 1999 (caseira)
- Bromeo, 2000 (caseira)
- EP Phone Home, 2001
- BK, 2001 (versão britânica do EP Phone Home. Com músicas diferentes.)
- Sundress, 2006
- Live and Solo from the Artists Den, 2007
- How Ya Lookin' Southbound? Come In..., 2008